# Wayne Frye
Wayne Frye   (Trinity, 30 de novembre de 1930 - Lexington, 26 de febrer de 2014) fou un remer estatunidenc que va competir durant la dècada de 1950.
El 1952 va prendre part en els Jocs Olímpics d'Estiu de Hèlsinki, on guanyà la medalla d'or en la prova del vuit amb timoner del programa de rem.
Després de la seva victòria olímpica es va graduar a l'Acadèmia Naval dels Estats Units i el 1954 s'incorporà a les Forces Aèries dels Estats Units d'Amèrica. Va lluitar a la Guerra del Vietnam, on va comandar el 555è esquadró conegut com a Triple Nickel, va volar en 266 missions de combat i va rebre la medalla Cor Porpra.